# Pulveroboletus
Pulveroboletus is een geslacht van schimmels behorend tot de familie Boletaceae. De typesoort is Pulveroboletus ravenelii.

## Soorten
Volgens Index Fungorum bestaat het geslacht uit de volgende 41 soorten (peildatum augustus 2023):
| Soortnaam                       | Auteur(s)                       | Publicatiejaar |
| ------------------------------- | ------------------------------- | -------------- |
| Pulveroboletus aberrans         | Heinem. & Gooss.-Font.          | 1951           |
| Pulveroboletus acris            | Heinem.                         | 1964           |
| Pulveroboletus africanus        | De Kesel & Raspé                | 2018           |
| Pulveroboletus albopruinosus    | Cetto                           | 1987           |
| Pulveroboletus annulatus        | Heinem.                         | 1951           |
| Pulveroboletus atkinsonianus    | (Murrill) L.D. Gómez            | 1997           |
| Pulveroboletus atrocoerulescens | Heinem.                         | 1964           |
| Pulveroboletus bembae           | Degreef & De Kesel              | 2009           |
| Pulveroboletus brunneopunctatus | G. Wu & Zhu L. Yang             | 2016           |
| Pulveroboletus brunneoscabrosus | Har. Takah.                     | 2007           |
| Pulveroboletus caespitosus      | Singer                          | 1947           |
| Pulveroboletus carminiporus     | Heinem.                         | 1951           |
| Pulveroboletus cavipes          | Heinem.                         | 1951           |
| Pulveroboletus corrugatus       | (Pat. & C.F. Baker) Singer      | 1947           |
| Pulveroboletus croceus          | Heinem.                         | 1951           |
| Pulveroboletus curtisii         | (Berk.) Singer                  | 1947           |
| Pulveroboletus flaviscabrosus   | N.K. Zeng & Zhu L. Yang         | 2017           |
| Pulveroboletus fragicolor       | (Berk.) Singer                  | 1986           |
| Pulveroboletus fragrans         | Raspé & Vadthanarat             | 2016           |
| Pulveroboletus frians           | (Corner) Singer                 | 1986           |
| Pulveroboletus icterinus        | (Pat. & C.F. Baker) Watling     | 1990           |
| Pulveroboletus luteocarneus     | Degreef & De Kesel              | 2009           |
| Pulveroboletus macrosporus      | G. Wu & Zhu L. Yang             | 2016           |
| Pulveroboletus mazatecorum      | Singer                          | 1973           |
| Pulveroboletus paspali          | Singer & Grinling               | 1967           |
| Pulveroboletus ravenelii        | (Berk. & M.A. Curtis) Murrill   | 1909           |
| Pulveroboletus reticulopileus   | M. Zang & R.H. Petersen         | 2001           |
| Pulveroboletus ridleyi          | (Massee) Watling                | 2000           |
| Pulveroboletus rolfeanus        | L.D. Gómez                      | 1997           |
| Pulveroboletus rosaemariae      | Singer                          | 1983           |
| Pulveroboletus rubroscabrosus   | N.K. Zeng & Zhu L. Yang         | 2017           |
| Pulveroboletus rufobadius       | (Bres.) Singer                  | 1947           |
| Pulveroboletus shoreae          | Singer & B. Singh bis           | 1971           |
| Pulveroboletus sinapicolor      | (Corner) E. Horak               | 2011           |
| Pulveroboletus sinensis         | Fang Li, Ming Zhang & Kuan Zhao | 2016           |
| Pulveroboletus sokponianus      | Badou, De Kesel, Raspé & Yorou  | 2018           |
| Pulveroboletus subglobosus      | (Cleland & Cheel) Singer        | 1967           |
| Pulveroboletus subrufus         | N.K. Zeng & Zhu L. Yang         | 2017           |
| Pulveroboletus trinitensis      | Heinem.                         | 1954           |
| Pulveroboletus viridisquamosus  | Watling, E. Turnbull & S.S. Lee | 2007           |
| Pulveroboletus viscidulus       | (Pat. & C.F. Baker) Singer      | 1947           |